# La casa lobo
La casa lobo es una película chilena de animación stop motion de 2018, dirigida por Cristóbal León y Joaquín Cociña, escrita por ellos dos junto a Alejandra Moffat. Fue estrenada el 22 de febrero de 2018 en el Festival Internacional de Cine de Berlín.
Inspirada en los hechos reales de la Colonia Dignidad, la película se presenta como una fábula narrada por el líder de una secta alemana en el sur de Chile (inspirado en Paul Schäfer) con la intención de adoctrinar a sus seguidores.

## Sinopsis
La película cuenta la historia de María, una joven que se refugia en una casa en el sur de Chile después de escapar de una colonia alemana. Ahí consigue a dos cerdos como única compañía. Como en un sueño, el universo de la casa reacciona a los sentimientos de María. Los animales se transforman lentamente en humanos, y la casa en un mundo pesadillesco.

## Reparto
- Amalia Kassai como María.
- Rainer Krause como el lobo.

## Producción
La película fue realizada con la ayuda de fondos nacionales como el Fondo Nacional de Desarrollo Cultural y las Artes y el fondo de Distribución Audiovisual Nacional de la CORFO.
La película fue rodada durante cuatro años en más de diez museos y galerías frente al público en los Países Bajos, Alemania, México, Argentina y distintos espacios chilenos, incluyendo el Museo Nacional de Bellas Artes, el Museo de Arte Contemporáneo de Santiago y el Centro Cultural Matucana 100.